# 唐鎮區 (新澤西州)
唐鎮區（英語：Downe Township）是位於美國新澤西州坎伯蘭縣的一個鎮區。

## 地方資料
唐鎮區的面積為140.54平方千米，當中陸地面積為125.36平方千米，而水域面積為15.18平方千米。根據2020年美國人口普查的數據，當地共有人口1399人，而人口密度為每平方千米9.95人。